# (36882) 2000 SW155
2000 SW155 (asteroide 36882) é um asteroide da cintura principal. Possui uma excentricidade de 0.08327550 e uma inclinação de 13.41053º.
Este asteroide foi descoberto no dia 24 de setembro de 2000 por LINEAR em Socorro.